# Diplolepis radicum
Diplolepis radicum är en stekelart som först beskrevs av Osten Sacken 1863.  Diplolepis radicum ingår i släktet Diplolepis och familjen gallsteklar. Inga underarter finns listade i Catalogue of Life.